# Tigran Veliki
Tigran II., bolj znan kot Tigran Veliki (armensko Տիգրան Մեծ, latinizirano: Tigran Mets, grško Τιγράνης ὁ Μέγας, latinizirano: Tigránes ho Mégas, latinsko Tigranes Magnus) (140 - 55 pr. n. št.) je bil kralj Armenije, pod katerim je država za kratek čas postala najmočnejša država vzhodno od Rima . Bil je član kraljeve rodbine Artaksiadov. Pod njegovo vladavino se je armensko kraljestvo razširilo zunaj svojih tradicionalnih meja, kar je Tigranu omogočilo, da zahteva naslov Veliki kralj in vključilo Armenijo v številne bitke proti nasprotnikom, kot sta Partsko cesarstvo in Selevkidsko cesarstvo ter Rimska republika.

## Zgodnja leta
Tigran je bil talec do 45. leta na dvoru partskega kralja Mitridata II. po armenskem porazu leta 105 pr. n. št. Drugi viri navajajo datum mnogo prej, okoli 112–111 pr. n. št.  Po smrti kralja Tigrana I. leta 95 pr. n. št. je Tigran kupil svojo svobodo, po Strabonovih besedah tako, da je v Atropateni izročil Partom sedemdeset dolin.
Ko je prišel na oblast, je že bil ustanovljen temelj, na katerem naj bo Tigran zgradil svoje cesarstvo, zapuščina ustanovitelja dinastije Artaksiadov, Artaksija I. in kasnejših kraljev. Ker so armenske gore tvorile naravne meje med različnimi regijami države, so imeli fevdalni nakhararji (armensko նախարար naxarar) pomemben vpliv na regije ali pokrajine, v katerih so vladali. To ni ustrezalo Tigranu, ki je hotel ustvariti centralistično cesarstvo. Tako je nadaljeval z utrditvijo moči v Armeniji, preden se je lotil svoje kampanje.
S prestola je vrgel Artana, zadnjega kralja armenske Sofene in potomca Zariadra. 

## Zavezništvo s Pontom
Med prvo mitridatsko vojno (89–85 pr. n. št.) je Tigran podpiral Mitridata VI. Pontskega, vendar je pazil, da se ne bi neposredno vključil v vojno.
Hitro je zgradil svojo moč in sklenil zavezništvo z Mitridatom VI., ki se je poročil s hčerko Kleopatro. Tigran se je strinjal, da bo razširil svoj vpliv na Vzhod, Mitridat pa si je prizadeval osvojiti rimsko ozemlje v Mali Aziji in v Evropi. Z ustvarjanjem močnejše helenistične države naj bi se Mitridat spopadal z uveljavljenimi rimskimi oporišči v Evropi. Izvedel je načrtovani splošni napad na Rimljane v Mali Aziji, pri čemer so se spopadli z lokalnim nezadovoljstvom z Rimljani in njihovimi davki ter pozvali narode Male Azije, naj se uprejo tujim vplivom. Pokol 80.000 ljudi v provinci Mala Azija je bil znan kot Azijske večernice. Poskusi kraljev, da bi nadzirali Kapadokijo in nato pokoli, so povzročili zajamčeno rimsko posredovanje. Senat je sklenil, da bo Sula, ki je bil takrat eden od konzulov, poveljeval vojski proti Mitridatu.

## Vojne proti Partom in Selevkidom
Po smrti Mitridata II. leta 88 pr. n. št., je Tigran izkoristil dejstvo, da je Partsko cesarstvo oslabljeno zaradi invazije Skitov in notranjih prepirov:
Ko je pridobil oblast, si je povrnil te (sedemdeset) doline in opustošil deželo Partov, ozemlje okoli Ninusa (Ninive) in Arbila. Svoji oblasti je podvrgel Atropatence in Gorjene (na Zgornjem Tigrisu); z orožjem je dobil tudi posest nad Mezopotamijo, po prečkanju Evfrata, Sirijo in Fenicijo. —Strabon
Leta 83 pr. n. št. so se po krvavih spopadih za sirski prestol, ki so ga upravljali Selevkidi, odločili, da si za zaščitnika svojega kraljestva izberejo Tigrana in mu ponudijo krono Sirije. Magadat je bil imenovan za guvernerja v Antiohiji. Nato je osvojil Fenicijo in Kilikijo, s čimer je dejansko ukinil zadnje ostanke Selevkidskega cesarstva, čeprav je videti, da je nekaj mest, ki so v času njegove vladavine, prepoznale senčnega otroškega kralja Selevka VII. Filometorja kot zakonitega kralja. Južna meja njegove domene sega vse do Ptolemaisa (sodobni Akro v Izraelu). Mnogi prebivalci osvojenih mest so bili poslani v njegovo novo metropolo Tigranocerta.
Na vrhuncu se je njegovo cesarstvo razprostiralo od pontskih Alp (v sodobni severovzhodni Turčiji) do Mezopotamije in od Kaspijskega jezera do Sredozemlja. Niz zmag je privedlo do tega, da je prevzel ahemenidski naslov kralja kraljev, česar niti partski kralji niso prevzeli, pojavljal pa se na kovancih, uničenih po letu 85. pr. n. št. Mnogi zahodni zgodovinarji in pisci, na primer Plutarh, so ga poimenovali Tigran Veliki. Kralj kraljev se nikoli ni pojavil v javnosti, ne da bi ga spremljali štirje kralji. Cicero, ki je govoril o njegovem uspehu na vzhodu, je dejal, da se je »Rimska republika tresla pred hrabrostjo njegovih rok«.
Tigranovi kovanci so sestavljeni iz tetradrahm in bakrenih kovancev, ki imajo na hrbtni strani njegov portret okrašen armensko tiaro z ušesnimi loputami. Hrbtna stran ima popolnoma izvirno zasnovo. Ob njegovih nogah sta sedeča Tihe Antiohijska in rečni bog Oront.

## Vojne proti Rimu
Mitridat VI. Pontski je po spopadu z Rimom našel zatočišče v armenski deželi, saj je bil Tigran njegov zaveznik in sorodnik. Kralj kraljev je na koncu prišel v neposreden stik z Rimom. Rimski poveljnik Lukul je zahteval izgon Mitridata iz Armenije - izpolnjevanje takšne zahteve bi dejansko pomenilo, da bi sprejel status vazala in to je Tigran zavrnil. Charles Rollin v svoji Antični zgodovini pravi:
Tigran, h kateremu je Lukul na začetku svojega vladanja poslal svojega poslanca, čeprav v svoji vladavini ni imel velike moči, jo je toliko povečal z nizom uspehov, in je malo primerov, da je bil običajno preimenovan kralj kraljev. Potem ko so strmoglavili in skoraj uničili družino kraljev, naslednikov velikega Selevka; potem ko je zelo pogosto ponižal ponos Partov, prenesel cela mesta Grkov k Mediji, osvojil vso Sirijo in Palestino ter Arabcem dal zakone, imenovane Scenites, je kraljeval z oblastjo, ki so jo spoštovali vsi azijski knezi. Ljudje so ga odlikovali po vzhodni maniri, celo do češčenja.
Lukulova reakcija je bil napad, ki je bil tako hiter, da je Tigrana presenetil. Po besedah rimskih zgodovinarjev je Mitrobazan, eden Tigranovih generalov, povedal Tigranu za rimski napad. Tigran je bil po besedah Keaveneyja tako navdušen nad pogumom Mitrobazana, da ga je določil za poveljnika vojske in ga poslal z 2000-3000 konjeniki, da bi izgnali napadalca. Mithrobarzan so napadel Rimljane, ko so ustanavljali svoj tabor, a ga je pričakala 3500 mož močna straža in njegovi konjeniki so bili poraženi. V napadu je umrl. Po tem porazu se je Tigran umaknil proti severu v Armenijo, da bi se zbral, zaradi česar je lahko Lukul pustil Tigranocerto pod obleganjem.
Ko je Tigran zbral veliko vojsko, se je vrnil, da bi se spopadel z Lukulom. 6. oktobra 69 pr. n.št. je rimska vojska v bitki pri Tigranocerti odločno premagala mnogo večje sile Tigrana. Tigranovo ravnanje s prebivalci (večina prebivalstva se je bila prisiljena preseliti v mesto) je privedla do nezadovoljnih mestnih straž, da so odprli vrata mesta Rimljanom. Ko je to spoznal, je Tigran na hitro poslal 6000 konjenikov v mesto, da bi rešil svoje žene in nekaj svojega premoženja. Z majhnim spremstvom se je izognil ujetju.
6. oktobra 68 pr. n. št. so se Rimljani približali stari prestolnici Artaksati. Tigranove in Mitridatove združene armensko-pontske sile 70.000 mož, ki so se spopadle z njimi, so bile močno poražene. Tako Mithridat kot Tigran sta se ponovno izognila zajetju zmagovitih Rimljanov. Vendar pa armenski zgodovinarji trdijo, da so Rimljani izgubili bitko pri Artaksati in Lukulu sledili iz Kraljevine Armenije, ki je v resnici pobegnil zaradi zgoraj omenjenega poraza. Armensko-rimske vojne so upodobljene v Potovanje na Kavkaz, Alexandra Dumasa.
Dolga kampanja in stiske, ki so jih Lukulove čete trpele dolga leta, skupaj z zaznanim pomanjkanjem nagrade v obliki ropa, so privedle do zaporednih pobojev med legijami v letih 68–67. Frustriran zaradi grobega terena Severne Armenije in vidnega poslabšanja morale svojih čet, se je Lukul premaknil nazaj proti jugu in začel oblegati Nisibis. Tigran je (napačno) sklenil, da bo Nisibis zdržal in si prizadeval za povrnitev tistih delov Armenije, ki so jih Rimljani že zajeli . Kljub nenehnemu uspehu v bitki Lukul še vedno ni mogel ujeti nobenega od monarhov. Ker Lukulove čete zdaj nočejo ubogati njegovih ukazov, so se strinjali, da bodo branili položaje pred napadom, je senat poslal Gneja Pompeja, odpoklical Lukula v Rim in prevzel njegovo poveljstvo.

## Pompej in sprava z Rimom
Leta 67 pr. n. št.  je Pompej dobil nalogo, da premaga Mitridata in Tigrana. [20] Pompej se je najprej osredotočil na napad na Mitridata, medtem ko je Tigran odvrnil s pomočjo Partov napad na Gordjejne. Fraata III., partskega kralja, so kmalu prepričali, naj sprejme nekoliko več od aneksije Gordjejne, ko se je Tigranov sin pridružil Partom in prepričal Fraata, da vdrejo v Armenijo v poskusu zamenjave starejšega Tigrana z mlajšimi. Tigran se je odločil, da ne bo srečal invazije na terenu, ampak je namesto tega zagotovil, da se je njegovo glavno mesto Artaksata dobro brani in se umaknil v hribovsko državo. Fraat je kmalu ugotovil, da Artaksata ne bo padel brez dolgotrajnega obleganja, čas, ki ga zaradi strahu pred nemiri doma ne bi mogel zagotoviti. Ko je Fraat odšel, se je Tigran vrnil s hribov in nagnal sina iz Armenije. Sin je nato zbežal k Pompeju.
Pompej je leta 66 pr. n. št. napredoval v Armenijo z mlajšim Tigranom in Tigran Veliki, tedaj star skoraj 75 let, se je predal. Pompej ga je velikodušno obravnaval in mu dovolil, da je obdržal svoje kraljestvo  v zameno za 6000 talentov / 180 ton srebra. Njegov nezvesti sin je bil kot ujetnik poslan v Rim.
Tigran je Armeniji še naprej vladal kot zaveznik Rima do svoje smrti leta 55/54 , pri starosti 85 let.

## Zapuščina in priznanje
Tigran je med osvajanjem ustanovil štiri mesta, ki so nosila njegovo ime, vključno s prestolnico Tigranocerta (Tigranakert). 

### Zgodovinsko
Italijanski politični filozof Niccolò Machiavelli v Umetnosti vojne (1521) pripisuje Tigranovo vojaško odpoved preveliki odvisnosti od svoje konjenice.
Po nekem štetju so evropski skladatelji o Tigranu Velikem napisali 24 oper, vključno z uglednimi italijanskimi in nemškimi skladatelji, kot so Alessandro Scarlatti (Tigrane, 1715), Antonio Vivaldi (La virtu trionfante dell'amore e dell 'odio ovvero il Tigrane, 1724), Niccolò Piccinni (Tigrane, 1761), Tomaso Albinoni, Giovanni Bononcini, Francesco Gasparini, Pietro Alessandro Guglielmi, Johann Adolph Hasse, Giovanni Battista Lampugnani, Vincenzo Righini, Antonio Tozzi in drugi.

### Sodobno
Po besedah Razmika Panossjana je bil kratkotrajni imperij Tigrana Velikega v ponos sodobnih armenskih nacionalistov. Kljub temu je bil njegov imperij večetničen.
Stavek »Armenija od morja do morja« (armensko:: ծով Հայաստան, tsovits tsov Hayastan) je priljubljen izraz, ki ga Armenci uporabljajo za označevanje Tigranovega kraljestva, ki se je širilo od Kaspijskega jezera do Sredozemskega morja.